# 旭化成ホームズ
旭化成ホームズ株式会社（あさひかせいホームズ）は、旭化成グループの住宅事業を担う事業会社。主力商品として戸建住宅ヘーベルハウス（ドイツ語:  Hebel Haus）がある。プレハブ建築協会 正会員。

## ヘーベルハウスの特徴

### 建材

#### ヘーベル
ヘーベルハウスの最大の特徴は、その名称の由来でもある建材「ヘーベル」を外壁・床・屋根に使用していることである。
ALC（Autoclaved Lightweight Concrete）と呼ばれる軽量気泡コンクリートで、ドイツのヘーベルガスベトン社と技術提携して旭化成ホームズが日本に初めて導入した。
「軽量さ」、木材と同等の「調湿力」、「耐火性能」などを主な優れた性能とし地震については言及しない。
ヘーベルは、スウェーデンからクウェートまで世界約20カ国で生産・使用され、超高層ビルや公共施設、文化財を保護する宝物殿、日本の代表的なところでは東京都庁、横浜ランドマークタワー、唐招堤寺新宝蔵殿に使用されている。積雪のない地域が基本でスウェーデンは地震がないための例外である。

#### ネオマフォーム
断熱材には旭化成建材のネオマフォームとよばれる断熱材を用い、繊維系断熱材と比較し劣化の少ない耐久型断熱構法であることと優位点としている。

### 躯体
主要構造には鉄骨を使用、極低降伏点鋼を用いた制震構造を標準仕様とし、耐震性能は最高等級の「耐震等級3」を有している。2014年からはFREXシリーズに制震装置「SeiRReS（サイレス）」を導入。それに含まれているオイルダンパーは日立オートモティブシステムズ（現：Astemo）によるもの。

### 間取りなど
住人とペットとが快適に暮らせるような設計・工夫を住まいに取り込むことをコンセプトとした設備仕様「プラスわん・プラスにゃん」を開発。ペットが室内を自由に出入りできるペットドアや、吹き抜けを利用したキャットウォーク、猫が楽しめるニャングルジムなど遊び心を家づくりに取り入れている、としている。

## 主な商品
HEBEL HAUS
- my DESSIN（マイデッサン）
- CUBIC（キュービック）
  - そらのま＋
  - STEP BOX クロスフロアのある家
  - CUBIC roomy（キュービックルーミー）
  - のきのまent
  - onefitto（ワンフィット）
  - Hi-CUBIC（ハイキュービック）
  - CUBIC-U（キュービック・ユー）
- RATIUS（ラティウス）
  - RATIUS GR
  - RATIUS RD
  - RATIUS RD FINEST VILLA
  - RATIUS RD 余白の在る家
- 新大地
- FREX（フレックス）
  - FREX-2
  - FREX-3：派生商品としてFREX-3D（1988年）、FREX-3S（1989年）、NEW FREX-3（2001年）、FREX-G3（2010年）を発売したことがある[2]。
  - FREX-4：4階建てに特化した戸建住宅。
  - FREX asgard（フレックス・アスガルド）：2025年1月7日発売の3階建て邸宅[3]。この商品は3階建てのみならず、4階建ても対応している。
- TWONCOMPO（タウンコンポ）
- ロンド・コンパクト：「いつか、二世帯。いま、賃貸。」をコンセプトとした戸建住宅。
- DUO（デュオ）／DUET（デュエット）：息子夫婦同居と娘夫婦同居の違いをプランに反映させ、1987年に2つの二世帯住宅ブランドを同時発売した。息子夫婦同居向けブランドは「DUO」、娘夫婦同居向けブランドは「DUET」であるとしている[4]。
- DEWKS（デュークス）：結婚して子育てをしながら共働きを継続している夫婦（世帯）を意味する英語の「Double Employed With Kids」の略[5]（バクロニム）で、この世帯向けの商品として1989年に発売した。
  - DEWKS-II（デュークス・ツー）
- 3-T：1990年発売。3階建て戸建て住宅に於ける最高級商品であるとしている[2]。CMではサラリーマンが自宅の隣にある当商品をタクシー運転手に向かわせるというものだった。
- FX-3：1991年発売[2]。FREXシリーズとは全く別の商品。
- Darwin（ダーウィン）：1992年発売[2]。
- EVERS.3（エヴァーススリー）：1996年発売[2]
- ルーファス
- Previo（プレビオ）
- tipie（ティピー）
- ZONA（ゾナ）
- NEXUS（ネクサス）
- エルレガーロ
- AVAIL-3（アヴェールスリー）：1999年発売[2]
  - AVAIL-3［θ］：2000年発売の派生商品。
- PAO（パオ）：2001年発売。2002年下半期から2003年までは、「HEBEL my HAUS」シリーズの一つとしてプロモーションが行われた。
- sorakara（そらから）：2002年発売。2003年は上記のPAO同様、「HEBEL my HAUS」シリーズの一つとしてプロモーションが行われた。
- COCO（こ・こ）
- かぜのとう：2004年発売[2]
- KUGO（くうご）2005年発売。筋交いなどの耐力壁が不要なシステムラーメン構造を生かし、水回り以外の間仕切り壁を無くした「がらんどう空間」を取り入れた戸建て住宅[6]。
- LUFT（ルフト）：2007年発売[7]。「空気」をドイツ語で訳した単語が由来である。
- エスコート：賃貸併用に特化したブランド。
- ヘーベルVillage(ヘーベルヴィレッジ)：高齢者向けの賃貸住宅である。

1983年、多くの演奏者が家の中で演奏し、遮音性が高いことを謳ったCMでは、現在のCUBICのみならず、「ヘーベルハウスD」「ヘーベルハウスF」「ヘーベルハウス3階」「本棟」という商品名を挙げていた。
Asu-Haus（アスハウス）
上記のHEBEL HAUSとは全く別である2024年5月発売の木造住宅ブランド。

## おもな分譲住宅地
- N.Y.T.アトラスタワー西新宿住戸分譲 〈東京都新宿区〉
- ヘーベル&スウェディッシュタウン西国立 〈東京都立川市〉
- ヘーベルタウン豊田・多摩平〈東京都日野市〉
- ヘーベルタウン町田（宅地）〈東京都町田市〉
- ヘーベルタウン中浦和 〈埼玉県さいたま市桜区〉
- エバープレイスガーデン武蔵藤沢(宅地) 〈埼玉県入間市〉
- おゆみ野ガーデンズ 〈千葉県千葉市緑区〉
- グリーンコンフォート印西牧の原 グリーンゲートタウン 〈千葉県印西市〉
- 千葉ニュータウン「大塚3丁目」 〈千葉県印西市〉
- 野毛山住宅アトラス野毛山〈神奈川県横浜市〉
- ヘーベルタウン上大岡〈神奈川県横浜市〉
- ヘーベルガーデン新富士 あしたの杜〈静岡県富士市〉
- ヘーベルタウン稲沢（条件付宅地） 〈愛知県稲沢市〉
- ヘーベルタウン豊中旭ヶ丘（建築条件付宅地） 〈大阪府豊中市〉
- 泉北みいけ台ガーデンズ 〈大阪府堺市〉
- 旭化成六甲山手（建築条件付宅地） 〈神戸市灘区〉
- ラビュー学園南 小束台宅地分譲〈神戸市垂水区〉
- 芦屋海岸通 セントラルプレイス（財団法人住宅生産振興財団他と）〈兵庫県芦屋市〉
- ヘーベルタウン守山吉身 〈滋賀県守山市〉
- 旭化成折尾さつき台 〈北九州市八幡西区さつき台〉
- ジョイナス舞松原 〈福岡市東区舞松原〉 （九州八重洲(株)）
- 福岡県苅田分譲開発地〈福岡県苅田町〉
- ヘーベルタウン大高〈?〉

## 関係会社
- 旭化成不動産レジデンス株式会社
- 旭化成リフォーム株式会社
- 旭化成ホームズフィナンシャル株式会社
- 旭化成設計株式会社
- 旭化成ホームズコンストラクション株式会社
- 旭化成住工株式会社
- 旭化成ライフライン株式会社
- 九州住宅工業株式会社
- 旭化成ホームズ少額短期保険株式会社
- 旭化成不動産コミュニティ株式会社
- 旭化成賃貸サポート株式会社
- AR建設株式会社
- AJEX株式会社
- 旭化成リモデリング株式会社
- 中央ビルト工業株式会社

## 広報活動
- コーポレートキャラクターは、「ヘーベル君」「エコゾウさん」「ラム君[注 5]」。
  - 「ハ〜イ！！」と発声するヘーベル君の声は佐藤奈々子が担当している[9]。
  - 2016年の静岡県内のローカルCMとして放映された「ヘーベルガーデン新富士 あしたの杜」の登場を最後にヘーベル君はテレビコマーシャルに採用されていないが、ホームページ上には画像が掲載されていた。キャッチコピーが「All for LONGLIFE HEBEL HAUS」に変更されてからは殆ど登場しなくなった。
  - ヘーベル君が「ハ〜イ！！」と発声する際には右腕で頭部の屋根を持ち上げるが、東京ドームでの看板では野球グローブ、当社に於ける立ち入り禁止の看板ではヘルメットを持ち上げている。
  - ヘーベル君が初登場となった1985年9月放映のCMは、本編は実写でヘーベル君をモチーフにした家の模型が両足を出して発声するという内容で行われた。最後の部分で後ろ姿から180°の反時計回りで登場したが、「ハ～イ！」と発声しておらず、男性ナレーションによる「HUMAN-TECHのヘーベルハウスです」で終えていた。
  - 2023年、東京ゲームショウのオンラインイベント「TOKYO GAME SHOW DIGITAL WORLD」でヘーベル君がCGで登場した[10]。2024年にも登場した[11]
- ゾウの登場するコマーシャルも話題になった[12][13]（屋上に登場する「FREX-3」及び子供のゾウが室内に登場する「ZONA」）。住宅展示場ではベランダから顔をのぞかせるのも存在する。
- 営業エリアは、関東8都県・東海4県・近畿6府県・山陽3県・福岡県・佐賀県（積雪のない地域が基本である）。これ以外の地域ではCMは放送されず、ACジャパンに差し替えられた（テレビ朝日系列やフジテレビ系列の一部の番組の場合）。なお、日本テレビ系列の番組では差し替えせず、営業エリア外の地域でもCMが放送されていた。また、フジテレビ系列でも営業エリア外の北海道文化放送では、『なるほど!ザ・ワールド』では同じ旭化成グループの旭化成建材の「ヘーベルライト」のCMに差し替えて放送していたが、旭化成名義で提供している『リアルスコープ』では、そのままヘーベルハウスのCMが放送されている。